# زيفينتش
زيفينتش (بالبوسنوية: Živinice)‏ هي مدينة وبلدية في شمال شرق البوسنة والهرسك، وتقع إلى الجنوب من توزلا وهي جزء من كانتون توزلا في اتحاد البوسنة والهرسكووفقا للنتائج الأولية للتعداد البوسنة عام 2013، يبلغ عدد سكان المدينة 55.704 نسمة.

## أعلام
- بوريس جيفكوفيتش
- يازمين فيزيتش
- دراغان بيريتش
- صالح ديلاليتش

## روابط خارجية
- http://www.zivinice.ba
- http://www.opcinazivinice.org/
- http://www.zivinice-carsija.com/